# Дипах (Тирингија)
Дипах (њем. Dippach) општина је у њемачкој савезној држави Тирингија. Једно је од 61 општинског средишта округа Вартбург. Према процјени из 2010. у општини је живјело 1.100 становника. Посједује регионалну шифру (AGS) 16063017.

## Географски и демографски подаци
Дипах се налази у савезној држави Тирингија у округу Вартбург. Општина се налази на надморској висини од 220 метара. Површина општине износи 6,1 km². У самом мјесту је, према процјени из 2010. године, живјело 1.100 становника. Просјечна густина становништва износи 181 становника/km².